# Delphinium tricorne
Delphinium tricorne är en ranunkelväxtart som beskrevs av André Michaux. Delphinium tricorne ingår i släktet storriddarsporrar, och familjen ranunkelväxter. Inga underarter finns listade i Catalogue of Life.